# AbiWord
Az AbiWord ingyenes, szabad platformfüggetlen szövegszerkesztő program, melyet eredetileg a SourceGear Corporation fejlesztette, mint az AbiSuit első részét. Az AbiSuit igen ambiciózus módon egy teljes szabad irodai szoftvercsomagnak indult, azonban a SourceGear más üzleti területek felé vette az irányt, és  az AbiWordöt egy teljesen önkéntesekből álló csapat fejleszti. Az AbiWord a GNOME Office csomag része, ami lazán együttműködő irodai alkalmazások gyűjteménye. A név a spanyol „abierto” szóból ered, ami nyíltat jelent.
Az AbiWord 1.0-s változata 2002. április 18-án jelent meg, és sok elismerést kapott kiváló sebességéért és kis méretéért. Azonban az 1.0-s verzió nem támogatta táblázatok használatát, amit pedig sok felhasználó alapvető fontosságúnak ítélt. A táblázat-támogatást a 2003. szeptember 15-én megjelent 2.0 verzió már tartalmazta.
Az AbiWord kezelőfelülete nagyon hasonló a Microsoft Word felületéhez, hogy az új felhasználók könnyen át tudjanak térni az AbiWord használatára. Habár vannak különbségek, az AbiWord fejlesztőinek célja, hogy elfogadja és kibővítse azt, ami szinte üzleti szabvánnyá vált.
Az AbiWord többféle import- és exportszűrőt tartalmaz, így ismeri a RTF dokumentumokat, a HTML-t, az OpenDocument szabványt, a Word formátumát, és képes menteni LaTeX-be. Plug-inok segítségével további formátumokat is tud kezelni, például WordPerfect dokumentumokat. Az alapértelmezett fájlformátuma jól dokumentált XML kimenetet ad, tehát a keletkező dokumentumok biztonságosnak tekinthetők digitális archiválás tekintetében.

## Verziók

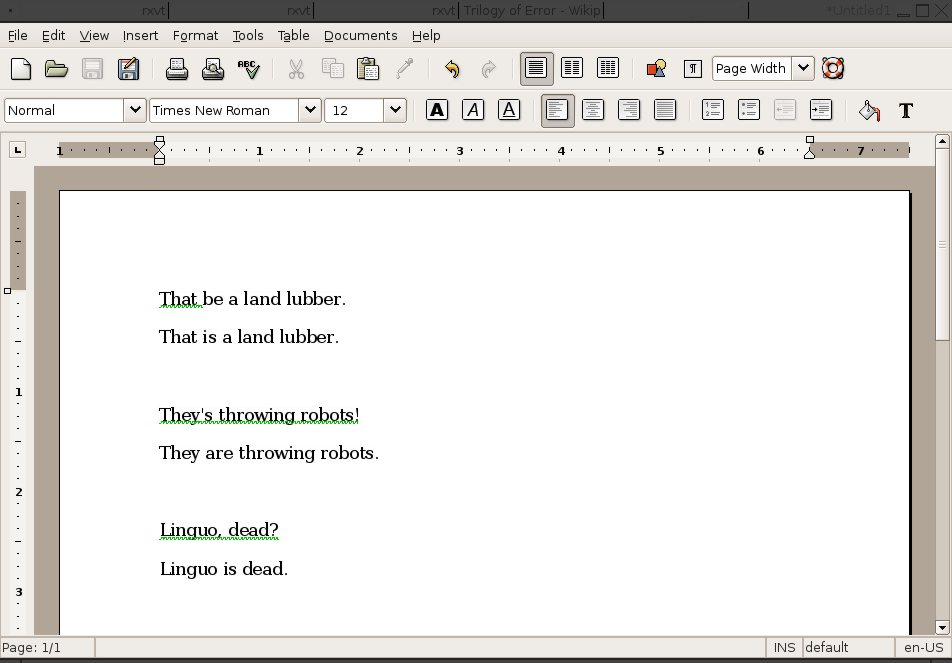
az AbiWord 2.4 kapcsolati nyelvtan segítségével ellenőrzi a helyesírást

Abiword 0.71999. május 19.
Abiword 0.92001. július 31.
Abiword 1.02002. április 18.
Abiword 1.1
Abiword 2.02003. szeptember 15. Támogatja táblázatok, lábjegyzetek és végjegyzetek használatát.
Abiword 2.22004. december 3. Támogatja automatikus tartalomjegyzékek készítését.
Abiword 2.42005. szeptember 30. Támogatja az OpenDocument fájlok betöltését, egyenletek szerkesztését és helyesírás-ellenőrzést.
Abiword 2.4.22006. január 2. Támogatja az OpenDocument formátumba való mentést és fejlesztették az importálást.
...
AbiWord 3.0.5 • 2021. július 3.